# Degodehaus
 (signalé en juillet 2025).
Si vous disposez d'ouvrages ou d'articles de référence ou si vous connaissez des sites web de qualité traitant du thème abordé ici, merci de compléter l'article en donnant les références utiles à sa vérifiabilité et en les liant à la section « Notes et références ».
- Archive Wikiwix
- Bing
- Cairn
- DuckDuckGo
- E. Universalis
- Gallica
- Google
- G. Books
- G. News
- G. Scholar
- Persée
- Qwant
- (zh) Baidu
- (ru) Yandex
- (wd) trouver des œuvres sur Wikidata

La Degodehaus am Markt est un édifice historique de la ville d'Oldenbourg en Basse-Saxe (Allemagne).
Le bâtiment à colombages a survécu au grand incendie de la ville de 1676 et est considéré comme la dernière maison patricienne médiévale d'Oldenbourg.

## Histoire et description
La maison, typique de la fin du Moyen Âge a été construite en 1502 par Christopher Stindt, comme le montre l'inscription sur le pignon. Elle a pris sa forme actuelle en 1617. Le comte Anton Günther (1603-1667) l'offrit à son conseiller privé Mylius von Gnadenfeld comme cadeau de mariage.
Dans la maison, un plafond en bois peint commandé par Mylius von Gnadenfeld en 1645 montre une représentation allégorique des continents alors connus d'Europe, d'Asie, d'Afrique et d'Amérique basée sur des gravures sur cuivre hollandaises. La peinture du plafond de 39 mètres carrés, recouverte d'un plafond en stuc depuis 1790, a été redécouverte en 1992.
Au fil du temps, l'ancienne "maison noble libre" a changé plusieurs fois de mains et a servi à divers usages. L'utilisation comme "maison de marchand" date du XIXe siècle. En 1860, Wilhelm Degode de Jever a repris la maison et l'entreprise. Depuis lors, la maison s'appelle Degode. En 1862, le peintre Wilhelm Degode est né dans la Degodehaus.
La maison est aujourd'hui une propriété privée.

## Source de traduction
- (de) Cet article est partiellement ou en totalité issu de l’article de Wikipédia en allemand intitulé « Degodehaus (Oldenburg) » (voir la liste des auteurs).